# Düngenheim
Düngenheim település Németországban, Rajna-vidék-Pfalz tartományban. Lakosainak száma 1371 fő (2023. december 31.).

## Népesség
A település népességének változása:
| Lakosok száma | 1233 | 1294 | 1319 | 1354 | 1387 | 1371 |
|               | 1975 | 2017 | 2019 | 2021 | 2022 | 2023 |